# Sergiusz Wołczaniecki
Sergiusz Wołczaniecki, né le 9 novembre 1964 à Zaporijia, est un haltérophile polonais.

## Carrière
Sergiusz Wołczaniecki participe aux Jeux olympiques d'été de 1992 à Barcelone où il remporte la médaille de bronze dans la catégorie des 82,5–90 kg. Il est aussi médaillé d'argent aux Championnats d'Europe d'haltérophilie 1993 à Sofia dans la catégorie des moins de 91 kg.